# Rock wit U (Awww Baby)
"Rock wit U (Awww Baby)" é uma canção da cantora americana Ashanti, que foi gravada para seu segundo álbum de estúdio Chapter II.

## Videoclipe
O videoclipe da canção foi dirigido por Paul Hunter, seu lançamento aconteceu em Maio de 2003. No clipe Ashanti está em uma praia sozinha, segundos depois, seu amado aparece e passa um tempo com ela. No MTV Video Music Awards de 2003 o clipe foi indicado na categoria Best R&B Video.

## Faixas e formatos
Alemanha CD single
1. "Rock Wit U (Awww Baby)" - 3:38
2. "Baby (Remix Clean)" - 4:49

Reino Unido CD single
1. "Rock Wit U (Awww Baby)" (Album Version) (Clean) - 3:40
2. "Rock Wit U (Awww Baby)" (Instrumental) - 3:41

## Desempenho
| Tabelas musicais (2003)                    | Melhor posição |
| ------------------------------------------ | -------------- |
| Austrália - Australian Singles Chart       | 19             |
| Bélgica - Belgian Singles Chart (Flanders) | 5              |
| Bélgica - Belgian Singles Chart (Wallonia) | 15             |
| Países Baixos - Dutch Singles Chart        | 28             |
| Alemanha - German Singles Chart            | 41             |
| Irlanda - Irish Singles Chart              | 21             |
| Nova Zelândia - New Zealand Singles Chart  | 24             |
| Suécia - Swedish Singles Chart             | 54             |
| Suíça - Swiss Singles Chart                | 33             |
| Reino Unido - UK Singles Chart             | 7              |
| Estados Unidos - Billboard Hot 100         | 2              |
| Estados Unidos - Hot R&B/Hip-Hop Songs     | 4              |
| Estados Unidos - Hot Dance Club Songs      | 6              |